# Walentina Szewczenko (zawodniczka MMA)
Walentina Anatoljewna Szewczenko (ur. 7 marca 1988 w Biszkeku) – kirgiska i peruwiańska zawodniczka boksu tajskiego, kick-boxingu oraz MMA. Wielokrotna mistrzyni świata w kick-boxingu i boksie tajskim w formule zawodowej i amatorskiej m.in. WAKO, WMC i IFMA. Jako zawodniczka MMA związana z UFC, gdzie od 2024 jest mistrzynią w wadze muszej, dawniej mistrzyni w latach 2018-2023.

## Życiorys
Urodziła się w Kirgiskiej SRR, we Frunze (aktualnie Biszkek) w rodzinie o tradycjach sportowych, jej matka trenowała m.in. taekwondo, natomiast od 5 roku życia, osobiście zaczęła tę sztukę walki uprawiać wraz ze starszą siostrą Antoniną. W wieku 12 lat, rozpoczęła treningi boksu tajskiego. W 2007 wyjechała do Peru wraz z siostrami i trenerem Pawłem Fiedotowem by uczyć kickboxingu, jednak po czasie postanowiła zostać na stałe w tym kraju.

## Kariera w boksie tajskim i kickboxingu

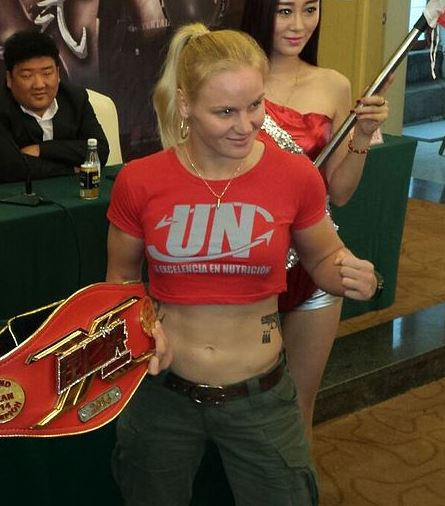
Szewczenko na gali w Chinach w 2014

W wieku 12 lat zadebiutowała w formule kickbokserskiej. W 2003 zdobyła swój pierwszy złoty medal mistrzostw świata IFMA amatorów w boksie tajskim. Przez następne lata wielokrotnie zdobywała kolejne medale na mistrzostwach IFMA oraz zawodowe tytuły mistrzowskie m.in. WAKO, WMF, WKC, WMC czy Kunlun Fight. Podczas amatorskiej kariery, trzykrotnie pokonywała m.in. Polkę Joannę Jędrzejczyk (2006, 2007, 2008). W 2010 oraz 2013 stawała na najwyższym stopniu podium podczas Igrzysk Sportów Walki w muay thai. W październiku 2015 stoczyła ostatnią walkę w kickboxingu, przegrywając pojedynek z Chinką Wang Cong o mistrzostwo Kunlun Fights. Po tej porażce skupiła się głównie na MMA.

## Boks
Mieszkając już od trzech lat w Limie, w 2010 profesjonalnie zadebiutowała w boksie, wygrywając z o wiele bardziej doświadczoną Brazylijką Halanną Dos Santos na punkty. W 2011 stoczyła jak dotąd drugą i ostatnią walkę w boksie, wygrywając przed czasem z Nerys Rincon.

## Kariera MMA

### Wczesna kariera
Między startami w kickboxingu/muay thai, rywalizowała również w walkach na zasadach MMA, debiutując w tej formule walki w kwietniu 2003. W 2010 wyjechała do USA, na pojedynek z Liz Carmouche, ostatecznie przegrywając z Amerykanką przez techniczny nokaut. W 2013 wznowiła karierę MMA, stale mieszkając już w Peru, i tamże toczyła swoje pojedynki do 2015. 

### UFC
W grudniu 2015 roku związała się z największą organizacją MMA na świecie – Ultimate Fighting Championship, a jeszcze w tym samym miesiąc debiutując w niej, zastępując Holenderkę Germaine de Randamie w pojedynku z Kanadyjką Sarą Kaufman, z którą ostatecznie wygrała niejednogłośnie na punkty. 
5 marca 2016 na UFC 196 przegrała na punkty z Brazylijką Amanda Nunes. 
23 lipca 2016 wygrała z byłą mistrzynią UFC Holly Holm wagi koguciej jednogłośną decyzją sędziów.
9 września 2017 na gali UFC 215 stoczyła rewanżową walkę o tytuł mistrzowski UFC wagi koguciej z Amandą Nunes, z którą ostatecznie przegrała niejednogłośnie na punkty.

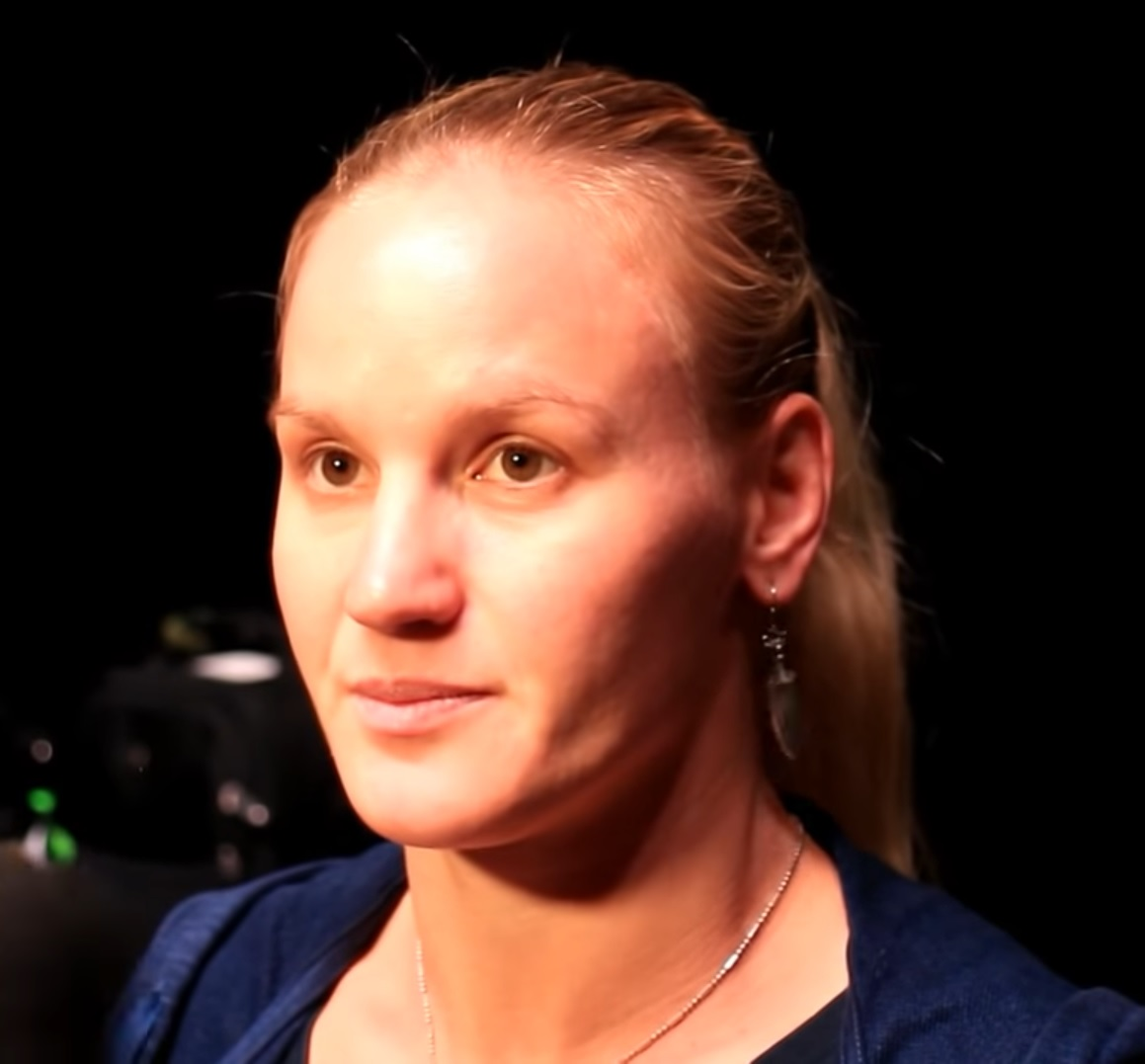
Szewczenko w 2018 roku.

Krótko po przegranej z Nunes zapowiedziała przejście wagę niżej, do kategorii muszej, a pierwszą walkę w tejże wadze stoczyła 3 lutego 2018 pokonując przed czasem Priscilę Cachoeirę.  
8 września 2018 miała zmierzyć się o pas wagi muszej z ówczesną mistrzynią Nicco Montaño, jednak przed oficjalnym ważeniem 7 września, Montaño została przetransportowana do szpitala w wyniku dysfunkcji nerek związanej z nadmiernym ścinaniem wagi i walkę anulowano. Prezydent UFC Dana White poinformował również, że pas mistrzowski który Montaño dzierżyła zostaje jej odebrany. 
20 września ogłoszono więc walkę o zwakowane mistrzostwo między Szewczenko a byłą mistrzynią wagi słomkowej Joanną Jędrzejczyk. Do walki doszło 8 grudnia 2018 w Toronto. Szewczenko wygrała wysoko na punkty z Polką (49-46, 49-46, 49-46) i zdobyła mistrzostwo UFC wagi muszej. 
8 czerwca 2019 podczas UFC 238 w Chicago obroniła pas mistrzowski, nokautując wysokim kopnięciem Jessicę Eye w drugiej rundzie.
Tytuł mistrzowski UFC straciła 5 marca 2023 na rzecz Alexa'y Grasso. Do rewanżu zawodniczek doszło 16 września 2023, w walce wieczoru gali UFC on ESPN+ 85. Walka zakończyła się niejednogłośnym remisem, co oznacza, że Meksykanka zachowała tytuł mistrzowski. W tzw. trylogii (trzeciej walce zawodniczek) Szewczenko odzyskała pas wagi muszej, pokonując jednogłośnie po 25 minutach Meksykankę. 
10 maja 2025 na UFC 315 przystąpiła do obrony pasa mistrzowskiego w walce z Manon Fiorot. Zwyciężyła przez jednogłośną decyzję sędziowską, tym broniąc tytułu UFC wagi muszej. 

## Inne przedsięwzięcia
W 2013 roku brała udział w czwartym sezonie peruwiańskiego tanecznego reality show Combate transmitowane przez telewizję ATV. Zajęła pierwsze miejsce w konkursie wraz ze swoim partnerem tanecznym, południowoamerykańską gwiazdą reality show Alejandro "Zumbą" Benitezem. W jednym z odcinków wzięła udział w pokazowym pojedynku zapaśniczym z peruwiańskim zawodowym bokserem wagi średniej Davidem Zegarrą, który wygrała przez poddanie w mniej niż minutę.
W 2015 roku została wybrana do zarządu IFMA jako przedstawicielka komisji sportowej organizacji. Była także ambasadorką IFMA "Sport" is Your Gang" w Peru, która oferowała szkolenie boksu tajskiego dla trudnej młodzieży. Projekt zdobył nagrodę Muaythai Spirit of Sport Award w 2014 roku.
Od 2010 roku regularnie startuje w zawodach w strzelaniu z pistoletu. Treningi z bronią palną rozpoczęła w 2006 roku pod okiem swojego trenera Pawła Fiedotowa, weterana armii radzieckiej.
Wystąpiła w filmie "Bruised" z Halle Berry, w którym wcieliła się w rolę Lady Killer, profesjonalnej zawodniczki MMA i głównej rywalki postaci granej przez Berry, Jackie Justice.

## Styl walki
Jako utytułowana kickbokserka, znana jest przede wszystkim z precyzyjnych kontr. Jest znana również z wyjątkowej umiejętności oceny odległości ataku przeciwniczki, a następnie odwetu za pomocą różnych kontrataków. W wywiadzie z 2017 roku zwróciła uwagę na wyzwania związane z doskonaleniem tej techniki w mieszanych sztukach walki.
Po uniknięciu ciosu przeciwnika, często kontruje szybkim ciosem prawym sierpowym, obrotowym kopnięciem na koło lub obrotowym backfistem. W ofensywie regularnie używa prawych sierpowych i kombinacji dwóch ciosów. Używa również zewnętrznego kopnięcia na nogę, które regularnie rzuca pod koniec lub na początku rundy.
Poza uderzeniami, Szewczenko jest również bardzo utalentowaną grapplerką i posiada czarny pas w judo, czego dowodem są jej wielokrotne obalenia w walkach z Holly Holm i Jéssicą Andrade, poddanie Julianny Peña przez dźwignię na staw łokciowy oraz poddanie Priscili Cachoeiry przez duszenie zza pleców.

## Osiągnięcia[9][5]

### Mieszane sztuki walki
- Ultimate Fighting Championship
  - 2018-2023: mistrzyni UFC w wadze muszej[3][4]
  - 2024: mistrzyni UFC w wadze muszej[2]

- MMAJunkie.com
  - 2019: Nokaut miesiąca czerwiec vs. Jessica Eye[33]
- CombatPress.com
  - 2020: Zawodniczka roku[34]
- Cageside Press
  - 2020: Zawodniczka roku[35]
- BT Sport
  - 2020: Zawodniczka roku
  - 2021: Zawodniczka roku
- Daily Mirror
  - 2021: Zawodniczka roku[36]
- World MMA Awards
  - 2022: Zawodniczka roku[37]

### Kickboxing
- 2004: mistrzyni WAKO w wadze 56 kg
- 2006: mistrzyni WMF w wadze 57 kg, formuła muay thai
- 2012: mistrzyni świata WMC w wadze super lekkiej (63 kg), formuła muay thai
- 2012: mistrzyni Ameryki Południowej w boksie tajskim
- 2013: mistrzyni świata WKC w wadze 60 kg, formuła K-1
- 2014: Kunlun Fight / Legend of Mulan / IPCC – 1. miejsce w turnieju wagi 60 kg
- 2014–2015: mistrzyni Kunlun Fight w wadze 60 kg

### Boks tajski
- 2003: Mistrzostwa Świata IFMA w boksie tajskim – 1. miejsce w kat. -57 кg
- 2006: Mistrzostwa Świata IFMA w boksie tajskim – 1. miejsce w kat. -57 кg
- 2007: Mistrzostwa Świata IFMA w boksie tajskim – 1. miejsce w kat. -57 кg
- 2008: Mistrzostwa Świata IFMA w boksie tajskim – 1. miejsce w kat. -57 кg
- 2009: Mistrzostwa Świata IFMA w boksie tajskim – 1. miejsce w kat. -60 kg
- 2010: Mistrzostwa Świata IFMA w boksie tajskim – 1. miejsce w kat. -63,5 kg
- 2010: Igrzyska Sportów Walki – 1. miejsce w boksie tajskim w kat -60 kg
- 2010: Mistrzostwa Panamerykańskie IFMA w boksie tajskim – 1. miejsce w kat -60 kg
- 2011: Mistrzostwa Ameryki Południowej WMC-IFMA w boksie tajskim – 1. miejsce w kat -63 kg
- 2012: Mistrzostwa Świata IFMA w boksie tajskim – 1. miejsce w kat -60 kg
- 2013: II Igrzyska Sportów Walki – 1. miejsce w boksie tajskim, w kat -60 kg
- 2014: Mistrzostwa Świata IFMA w boksie tajskim – 1. miejsce w kat -60 kg
- 2015: Mistrzostwa Świata IFMA w boksie tajskim – 1. miejsce w kat -60 kg